# Dolac (wieś w gminie Bela Palanka)
Dolac (cyr. Долац) – wieś w Serbii, w okręgu pirockim, w gminie Bela Palanka. W 2011 roku liczyła 57 mieszkańców.